# Giovani Calciatori Cappuccini
Giovani Calciatori Cappuccini (wł. Società Sportiva Giovani Calciatori Cappuccini) – włoski klub piłkarski, mający siedzibę w dzielnicy Cappuccini w mieście Vercelli, w północno-zachodniej części kraju, działający w latach 1920–1922.

## Historia
Chronologia nazw:
- 1920: Giovani Calciatori Cappuccini
- 1922: klub rozwiązano po fuzji z Pro Vercelli

Klub sportowy Giovani Calciatori Cappuccini został założony w miejscowości Vercelli w 1920 roku. W sezonie 1920/21 zespół startował w Promozione (Piemonte), zdobywając wicemistrzostwo grupy A, a potem również w turnieju finałowym Piemontu był drugim, wskutek czego otrzymał awans do Prima Categoria. Debiut w najwyższej klasie rozgrywkowej był nieudanym, w eliminacjach Sezione Piemontese, zajął ostatnie piąte miejsce (po wycofaniu się US Biellese). Po zakończeniu sezonu 1921/22 został rozwiązany po wchłonięciu przez Pro Vercelli.

## Barwy klubowe, strój
|  |

Klub ma barwy czarne. Zawodnicy domowe spotkania zazwyczaj grali w czarnych koszulkach, czarnych spodenkach oraz czarnych getrach.

## Sukcesy

### Trofea międzynarodowe
Nie uczestniczył w rozgrywkach europejskich (stan na 31-05-2020).

### Trofea krajowe
| \| \| Zdobyte trofea w rozgrywkach Włoch (stan na: 31-08-2020) \| |                                                          |      |                      |
| Rozgrywki                                                         | Osiągnięcie                                              | Razy | Sezon(y)             |
| · Mistrzostwo                                                     | I miejsce                                                | 0    |                      |
| · Mistrzostwo                                                     | II miejsce                                               | 0    |                      |
| · Mistrzostwo                                                     | III miejsce                                              | 0    |                      |
| · Mistrzostwo                                                     | 5.miejsce                                                | 1    | 1921/22 (Piemontese) |
| · Puchar                                                          | zdobywca                                                 | 0    |                      |
| · Puchar                                                          | finalista                                                | 0    |                      |
| II liga                                                           | I miejsce                                                | 0    |                      |
| II liga                                                           | II miejsce                                               | 1    | 1920/21 (Piemonte)   |
| II liga                                                           | III miejsce                                              | 0    |                      |
| Włochy                                                            | Zdobyte trofea w rozgrywkach Włoch (stan na: 31-08-2020) |      |                      |

## Poszczególne sezony

### Rozgrywki międzynarodowe

#### Europejskie puchary
Nie uczestniczył w rozgrywkach europejskich.

### Rozgrywki krajowe
| \| Włochy \| Bilans występów klubu w rozgrywkach piłkarskich Włoch (Stan na 31 sierpnia 2020 r.) \| \| |                                                                                     |        |       |   |   |   |    |    |     |         |        |        |      |
| Poziom                                                                                                 | Rozgrywki                                                                           | Sezony | Mecze | Z | R | P | B+ | B– | Pkt | Lata    | Awanse | Spadki | Naj. |
| I | Prima Categoria                                                                     | 1      |       |   |   |   |    |    |     | 1921/22 | 0      | 1      | 5    |
| II | Promozione                                                                          | 1      |       |   |   |   |    |    |     | 1920/21 | 1      | 0      | 2    |
| | Puchar Włoch                                                                        | 0      |       |   |   |   |    |    |     |         | 0      | 0      |      |
| Włochy                                                                                                 | Bilans występów klubu w rozgrywkach piłkarskich Włoch (Stan na 31 sierpnia 2020 r.) |        |       |   |   |   |    |    |     |         |        |        |      |

## Struktura klubu

### Stadion
Klub piłkarski rozgrywał swoje mecze domowe na Campo Sportivo Comunale E. Castigliano w Vercelli.

### Derby
- Trinese